# Ле-Марс (Айова)
Ле-Марс (англ. Le Mars) — місто (англ. city) в США, в окрузі Плімут штату Айова. Населення — 10 571 особа (2020).

## Географія
Ле-Марс розташований за координатами 42°46′53″ пн. ш. 96°10′24″ зх. д. / 42.78139° пн. ш. 96.17333° зх. д. (42.781514, -96.173311).  За даними Бюро перепису населення США в 2010 році місто мало площу 23,22 км², з яких 23,20 км² — суходіл та 0,02 км² — водойми.

## Демографія
Згідно з переписом 2010 року, у місті мешкало 9826 осіб у 4013 домогосподарствах у складі 2593 родин. Густота населення становила 423 особи/км².  Було 4220 помешкань (182/км²).
Расовий склад населення:
| - 94,2 % — білих - 0,7 % — азіатів - 0,5 % — чорних або афроамериканців - 0,3 % — корінних американців - 2,9 % — осіб інших рас |

До двох чи більше рас належало 1,3 %. Частка іспаномовних становила 5,4 % від усіх жителів.
За віковим діапазоном населення розподілялося таким чином: 25,9 % — особи молодші 18 років, 57,3 % — особи у віці 18—64 років, 16,8 % — особи у віці 65 років та старші. Медіана віку мешканця становила 39,2 року. На 100 осіб жіночої статі у місті припадало 94,0 чоловіків;  на 100 жінок у віці від 18 років та старших — 88,6 чоловіків також старших 18 років.
Середній дохід на одне домашнє господарство  становив 60 823 долари США (медіана — 50 283), а середній дохід на одну сім'ю — 75 100 доларів (медіана — 71 031). Медіана доходів становила 46 219 доларів для чоловіків та 34 087 доларів для жінок. За межею бідності перебувало 9,5 % осіб, у тому числі 9,5 % дітей у віці до 18 років та 8,4 % осіб у віці 65 років та старших.
Цивільне працевлаштоване населення становило 5200 осіб. Основні галузі зайнятості: виробництво — 25,3 %, освіта, охорона здоров'я та соціальна допомога — 21,7 %, роздрібна торгівля — 12,3 %, мистецтво, розваги та відпочинок — 6,8 %.